# URO (sanger)
Jeppe Kronback (født 1997) kendt under kunstnernavnene URO og Jack Dawson, er en dansk sanger og sangskriver. Han debuterede med albummet En storslået kinddans, med livet som indsats i 2020, hvor hans debutsingle "Slåbrok" også findes. Han har siden udgivet singler som "Når jeg blir til jord", "Godthåbsvej", "Tænker Ik På Andre" feat. Suspekt og "Min bror". Han udgav i 2024 albummet Allerhelst Vil Vi Elskes.
Kronback er opvokset i en kristen familie, der tilhørte Pinsekirken. Familien brød med Pinsekirken, da Kronback var 13 år og de blev i stedet en del af Folkekirken. Han har udtalt at hans opvækst med kristendommen har haft indflydelse på hans tekster, selvom han den dag i dag ikke ser sig selv som udøvende kristen.
Født og opvokset på den københavnske Vestegn, gik han siden på Sankt Annæ Gymnasium. Som teenager blev han del af et hårdt og kriminelt fodboldfanmiljø og han udviklede et stofmisbrug. I et forsøg på at bryde med det hårde miljø rejste han til Kenya i otte måneder, hvor han arbejdede med børn. Han fik jobbet gennem sin morfar, der havde kontakter i Pinsekirken. Kronback vendte tilbage til Danmark, hvor han faldt ind i det kriminelle miljø igen, hvorefter han foretog to nye rejser til Kenya af hhv. tre måneders og én måneds rejse.
I 2023 udgav han singlen "Føles Godt" feat. Mekdes. Sangen blev nomineret til P3 Lytterhittet ved P3 Guld i 2023.
Kronback er bror til sangeren Oskar Kronback, kendt under kunstnernavnet KOPS.
Han blev i 2025 annonceret til at være artist på Grøn Koncert.

## Privat
I 2022 blev Kronback diagnosticeret med PTSD og ADHD.